# Lijst van rijksmonumenten in de Noordoostpolder
De gemeente Noordoostpolder telt 52 inschrijvingen in het rijksmonumentenregister. Hieronder een overzicht. 

## Emmeloord
De plaats Emmeloord telt 19 inschrijvingen in het rijksmonumentenregister. Zie Lijst van rijksmonumenten in Emmeloord.

## Ens
De plaats Ens telt 3 inschrijvingen in het rijksmonumentenregister.
| Object                                                                    | Oorspronkelijke functie? | Bouwjaar | Architect                                                                                                  | Locatie                       | Coördinaten?                  | Nr.?   | Afbeelding                                                                |
| ------------------------------------------------------------------------- | ------------------------ | -------- | --- | ----------------------------- | ----------------------------- | ------ | ------------------------------------------------------------------------- |
| Wieringermeerboerderij/kop-rompboerderij met zij-langsdeel van het type S | Boerderij                | 1943     | Bouwkundige Afdeling (boerderijenbouw) van de Directie van de Wieringermeer afdeling Noordoostpolderwerken | Schokkerringweg 43            | 52° 38' 13" NB, 5° 48' 56" OL | 527057 | Wieringermeerboerderij/kop-rompboerderij met zij-langsdeel van het type S |
| Gedeeltelijk open bijschuur van het type C                                | Boerderij                | 1944     | Bouwkundige Afdeling (boerderijenbouw) van de Directie van de Wieringermeer afdeling Noordoostpolderwerken | Schokkerringweg bij 43        | 52° 38' 14" NB, 5° 48' 58" OL | 527058 | Meer afbeeldingen                                                         |
| R.K. kerk                                                                 | Kerk en kerkonderdeel    | 1948     | A.E. Bleys                                                                                                 | Arnoldus van Bockholtstraat 1 | 52° 38' 8" NB, 5° 49' 38" OL  | 514747 | R.K. kerk                                                                 |

## Kraggenburg
De plaats Kraggenburg telt 9 inschrijvingen in het rijksmonumentenregister. Zie Lijst van rijksmonumenten in Kraggenburg.

## Luttelgeest
De plaats Luttelgeest telt 2 inschrijvingen in het rijksmonumentenregister.
| Object                                                   | Oorspronkelijke functie? | Bouwjaar               | Architect | Locatie                       | Coördinaten?                  | Nr.?  | Afbeelding                                               |
| -------------------------------------------------------- | ------------------------ | ---------------------- | --------- | ----------------------------- | ----------------------------- | ----- | -------------------------------------------------------- |
| Terrein met daarin een 14e-eeuwse burcht (Kuinderburcht) | Archeologisch monument   | 14e eeuw               |           | Kuinderweg/bij Uiterdijkenweg | 52° 46' 49" NB, 5° 50' 25" OL | 46028 | Terrein met daarin een 14e-eeuwse burcht (Kuinderburcht) |
| Terrein waarin overblijfselen van een ronde burcht       | Archeologisch monument   | Tussen 13e en 15e eeuw |           | Kuinderweg                    | 52° 47' 2" NB, 5° 50' 45" OL  | 46029 | Upload foto                                              |

## Marknesse
De plaats Marknesse telt 2 inschrijvingen in het rijksmonumentenregister.
| Object             | Oorspronkelijke functie? | Bouwjaar | Architect                                  | Locatie        | Coördinaten?                  | Nr.?   | Afbeelding        |
| ------------------ | ------------------------ | -------- | ------------------------------------------ | -------------- | ----------------------------- | ------ | ----------------- |
| Woonbarak (Dorp B) | Werk-woonhuis            | 1944     | Bouwkundige Afdeling Noordoostpolderwerken | Oudeweg 23     | 52° 42' 32" NB, 5° 51' 58" OL | 514755 | Meer afbeeldingen |
| Waterloopbos       | Onderwijs en wetenschap  |          |                                            | Voorsterweg 36 | 52° 40' 21" NB, 5° 55' 6" OL  | 532192 | Meer afbeeldingen |

## Nagele
De plaats Nagele telt 3 inschrijving in het rijksmonumentenregister.
| Object                                                             | Oorspronkelijke functie? | Bouwjaar | Architect                             | Locatie | Coördinaten?                  | Nr.?   | Afbeelding        |
| ------------------------------------------------------------------ | ------------------------ | -------- | ------------------------------------- | ------- | ----------------------------- | ------ | ----------------- |
| Openbare school met speelplaats en fietsenstalling                 | School                   | 1957     | Aldo E. van Eyck en H.P.D. van Ginkel | Ring 17 | 52° 38' 46" NB, 5° 43' 27" OL | 530932 | Meer afbeeldingen |
| Protestants-christelijke school met speelplaats en fietsenstalling | School                   | 1957     | Aldo E. van Eyck en H.P.D. van Ginkel | Ring 11 | 52° 38' 48" NB, 5° 43' 35" OL | 530933 | Meer afbeeldingen |
| Rooms-katholieke school met speelplaats en fietsenstalling         | School                   | 1957     | Aldo E. van Eyck en H.P.D. van Ginkel | Ring 1  | 52° 38' 37" NB, 5° 43' 27" OL | 530934 | Meer afbeeldingen |

## Rutten
De plaats Rutten telt 5 inschrijving in het rijksmonumentenregister.
| Object                                  | Oorspronkelijke functie? | Bouwjaar  | Architect       | Locatie      | Coördinaten?                  | Nr.?   | Afbeelding        |
| --------------------------------------- | ------------------------ | --------- | --------------- | ------------ | ----------------------------- | ------ | ----------------- |
| Gemaalcomplex Buma: Gemaal              | Gemaal                   | 1939-1941 | Dirk Roosenburg | Gemaalweg 25 | 52° 50' 15" NB, 5° 42' 49" OL | 514750 | Meer afbeeldingen |
| Gemaalcomplex Buma: Friese sluis        | Sluis                    | 1939-1941 | Dirk Roosenburg | Gemaalweg 25 | 52° 50' 16" NB, 5° 42' 48" OL | 527008 | Meer afbeeldingen |
| Gemaalcomplex Buma: Transformatorgebouw | Gemaal                   | 1939-1941 | Dirk Roosenburg | Gemaalweg 25 | 52° 50' 15" NB, 5° 42' 48" OL | 527009 | Meer afbeeldingen |
| Gemaalcomplex Buma: Sluiswachtershuisje | Gemaal                   | 1939-1941 | Dirk Roosenburg | Gemaalweg 25 | 52° 50' 16" NB, 5° 42' 48" OL | 527010 | Meer afbeeldingen |
| Gemaalcomplex Buma: Schotbalkenloods    | Gemaal                   | 1939-1941 | Dirk Roosenburg | Gemaalweg 25 | 52° 50' 17" NB, 5° 42' 48" OL | 527011 | Meer afbeeldingen |

## Schokland
De plaats Schokland telt 10 inschrijvingen in het rijksmonumentenregister. Zie Lijst van rijksmonumenten in Schokland.
Almere ·
Noordoostpolder ·
Urk ·
Zeewolde

Gemaal Lovink ·
scheepswrak VAL1460